# Mário Soares
Mário Alberto Nobre Lopes Soares  (født 7. december 1924, død 7. januar 2017) var en portugisisk politiker (socialdemokrat).
Soares var Portugals præsident mellem 1986 og 1996 for Partido Socialista (PS). Han var en af arkitekterne bag Portugals statsreformation efter Nellikerevolutionen i 1974, hvor António de Oliveira Salazars regime blev styrtet. Sóares har i to omgange været landets premierminister (1976–78 og 1983–85).
Han var boghandler, før han blev politiker. Han studerede historie, filosofi og jura ved Universitetet i Lissabon. Under studietiden var han medlem af Portugals kommunistparti og leder for ungdomsafdelingen.
Sóares tabte præsidentvalget i Portugal i 2006.